# 李海樓 (新安縣知縣)
李海樓（？—？），江苏淮安人，清朝政治人物。监生出身。

## 生平
同治七年（1868年），擔任清朝廣州府新安縣知縣。后由伊紹鑒接任。